# 小行星8674
小行星8674（英語：8674）是一颗围绕太阳公转的小行星。1991年11月4日，上田清二、金田宏在钏路市发现了此天体。
这颗小行星的绝对星等为66.16704657486352等。